# Laetiporus
Laetiporus és un gènere de fongs de l'ordre dels poliporals (Polyporales). Produeix bolets comestibles de distribució cosmopolita. Algunes espècies tenen gust de pollastre. Són del tipus de bolet de soca.

## Descripció
Estan compostos de parts de tubs d'hifes que individualment fan de 5 a 25 cm de diàmetre. Poden arribar a pesar 40 kg. Normalment es troben sobre els arbres, especialment sobre roures però també sobre eucaliptus, teix, castanyers i salzes, com també en algunes coníferes. Laetiporus produeixen arrels marrons sobre els seus arbres hostes.

## Comestibilitat
Aquests bolets poden preparar-se a la cuina de diverses maneres i poden substituir la carn de pollastre en dietes vegetarianes.

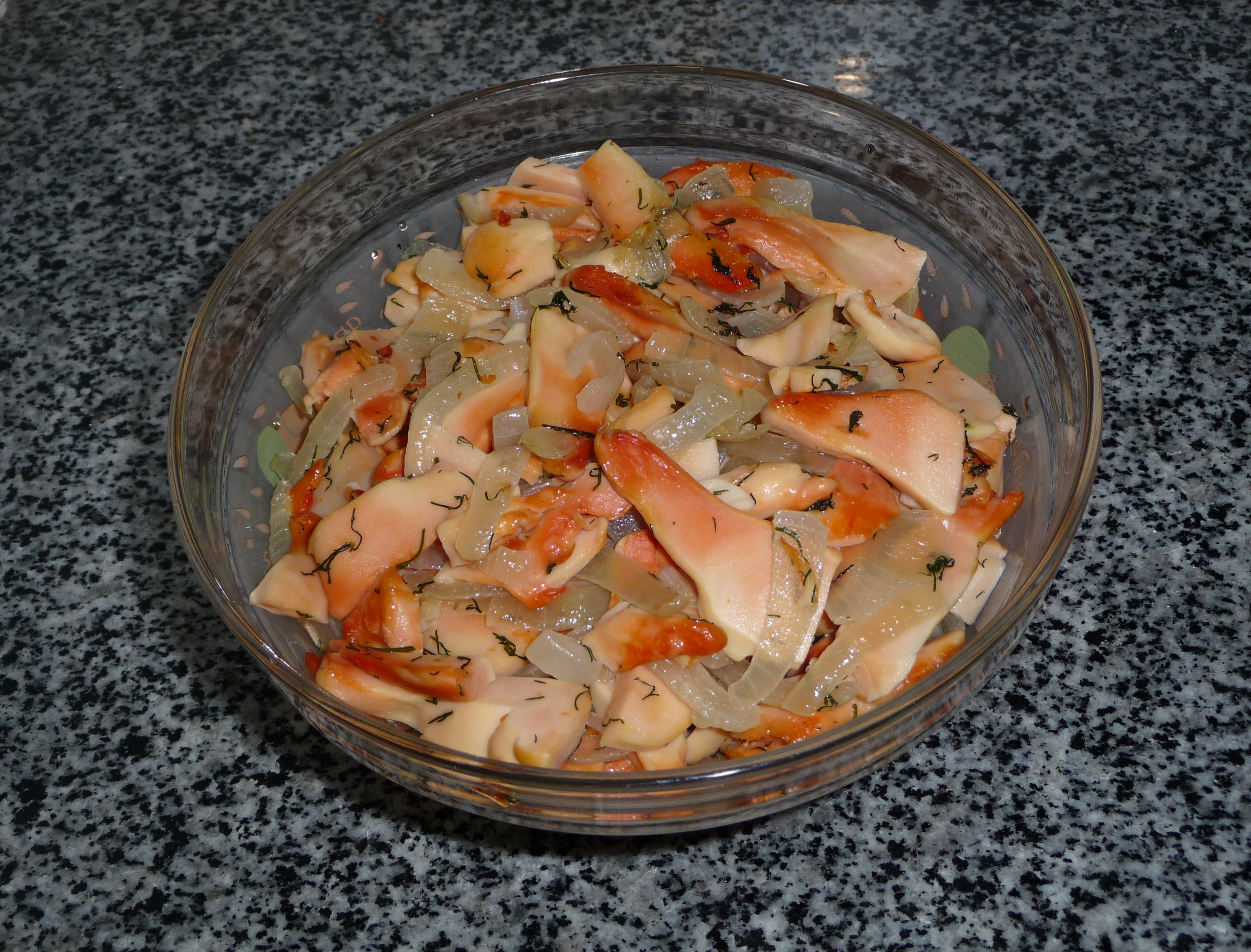
L. sulphureus preparats en un plat

En alguns casos menjar aquest bolets pot causar lleus reaccions com, per exemple, inflor dels llavis o, en rars casos, nàusees o vòmits (entre d'altres) en persones sensibles.
Laetiporus sulphureus inhibeix fortament el bacteri Staphylococcus aureus i més moderadament inhibeix Bacillus subtilis.